# Seis días de Melbourne
Los Seis días de Melbourne era una carrera de ciclismo en pista, de la modalidad de seis días, que se disputaba en Melbourne (Australia). Su primera edición data de 1912.

## Palmarés
| Año       | Ganadores                          | Segundos                          | Terceros                            |
| --------- | ---------------------------------- | --------------------------------- | ----------------------------------- |
| 1912      | Alfred Goullet Paddy Hehir         | Iver Lawson Worth Mitten          | Jackie Clark Reginald McNamara      |
| 1913      | Donald Kirkham Robert Spears       | Frank Corry Reginald McNamara     | Arthur Walcott Frank Walcott        |
| 1914-1958 | ediciones no realizadas            |                                   |                                     |
| 1959      | Keith Reynolds Sydney Patterson    | Graham French Ronald Murray       | Peter Brotherton Donald Burgess     |
| 1960      | John Green John Young              | Peter Panton Oskar Plattner       | Richard Ploog Barry Waddell         |
| 1961      | John Young Leandro Faggin          | Peter Panton Claus Stiefler       | Ron Grenda Fred Roche               |
| 1962      | Ron Grenda Sydney Patterson        | John Green John Young             | Keith Reynolds John Tressider       |
| 1963      | Ron Grenda Sydney Patterson        | Giuseppe Ogna Ferdinando Terruzzi | John Perry John Young               |
| 1964      | Leandro Faggin Ferdinando Terruzzi | Warwick Dalton John Perry         | Sydney Patterson John Young         |
| 1965      | William Lawrie Piet van der Touw   | Warwick Dalton Sydney Patterson   | Jack Ciavola John Perry             |
| 1966      | Ian Stringer John Perry            | Ron Grenda Barry Waddell          | Giuseppe Beghetto Joe Ciavola       |
| 1967      | Dieter Kemper Horst Oldenburg      | Leandro Faggin Sydney Patterson   | Ian Stringer John Perry             |
| 1968      | Dieter Kemper Leandro Faggin       | Giuseppe Beghetto Barry Waddell   | Palle Lykke Jensen Sydney Patterson |
| 1969      | Ian Stringer Barry Waddell         | Dieter Kemper Luigi Roncaglia     | Jan Browne Horst Oldenburg          |
| 1970      | Robert Ryan Luigi Roncaglia        | Bob Panter Charly Walsh           | Tony Kelliher Barry Waddell         |
| 1971-1978 | ediciones no realizadas            |                                   |                                     |
| 1979      | Donald Allan Hilton Clarke         | Malcolm Hill Keith Oliver         | Len Hammond Terry Hammond           |
| 1980      | Peter Delongville Clyde Sefton     | John Trevorrow Laurie Venn        | David Allan Philip Sawyer           |
| 1981      | Paul Medhurst John Trevorrow       | Peter Delongville David Allan     | Ross Forster Wayne Hildred          |
| 1982      | edición no realizada               |                                   |                                     |
| 1983      | Gary Sutton Shane Sutton           | Michael Grenda Hans Känel         | Terry Hammond Philip Sawyer         |
| 1984-2016 | ediciones no realizadas            |                                   |                                     |
| 2017      | Leigh Howard Cameron Scott         | Jordan Kerby Nicholas Yallouris   | Christian Grasmann Nick Stöpler     |
| 2018      | edición no realizada               |                                   |                                     |
| 2019      | Leigh Howard Kelland O'Brien       | Sam Welsford Cameron Scott        | Shane Archbold Aaron Gate           |